# Ducado de Huete

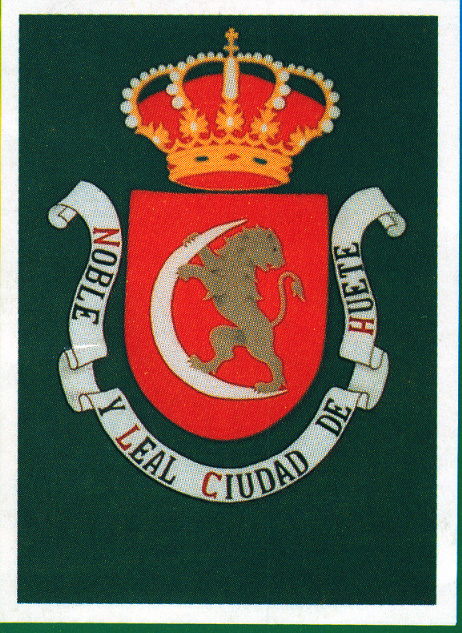
Escudo de Huete, (Cuenca), localidad que Enrique IV, entregó en señorío a Lope Vázquez de Acuña, y al que hubo de renunciar en 1476.

El ducado de Huete es un título nobiliario español creado el 24 de diciembre de 1474, por el rey de Castilla Enrique IV, a favor de Lope Vázquez de Acuña y Carrillo de Albornoz, I conde de Viana y comendador de Mérida.
Lope Vázquez de Acuña y Carrillo de Albornoz, era hijo de Lope Vázquez de Acuña, I señor de Buendía y de Azañón y de Teresa Carrillo de Albornoz, señora de la villa de Paredes, junto a Huete. Su hermano Pedro Vázquez de Acuña y Carrillo de Albornoz, fue nombrado conde de Buendía, por el Infante Alfonso de Castilla, cuando éste se intituló rey de Castilla, con el nombre de "Alfonso XII", al ser nombrado "rey" por la nobleza castellana. Al morir el Infante Alfonso de Castilla y seguir siendo el rey, Enrique IV, el título de conde de Buendía no llegó a ser efectivo.
No obstante, Isabel I de Castilla, una vez reina, concedió de nuevo, y esta vez con efectividad, el título de conde de Buendía a Pedro Vázquez de Acuña y Carrillo de Albornoz, en 1475, siendo por tanto el I conde de Buendía.
Lope Vázquez de Acuña no pudo tomar posesión de su ducado de Huete por la firme oposición de los habitantes del lugar, que querían que la ciudad siguiera siendo de realengo. Más tarde, tuvo que renunciar al ducado en (1476), en concierto de sumisión a los Reyes Católicos entregando la ciudad a la Corona, por haber sido partidario y apoyar la candidatura de Juana la Beltraneja.
El ducado revirtió a la Corona y nunca más se volvió a conceder, hasta que en 1909, el rey de España Alfonso XIII, lo rehabilitó en la persona de Alfonso de Bustos y Ruiz de Arana, descendiente lejanísimo de Lope Vázquez de Acuña y Carrillo de Albornoz.

## Denominación
Su denominación hace referencia a la localidad de Huete (Cuenca).

## Duques de Huete
|                                 | Titular                                      | Periodo                 |
| Creación por Enrique IV         | Creación por Enrique IV                      | Creación por Enrique IV |
| ------------------------------- | -------------------------------------------- | ----------------------- |
| i                               | Lope Vázquez de Acuña y Carrillo de Albornoz | 1474-1476               |
| Rehabilitación por Alfonso XIII |                                              |                         |
| ii                              | Alfonso de Bustos y Ruiz de Arana            | 1909-1957               |
| iii                             | Alfonso de Bustos y Campero                  | 1958-1997               |
| iv                              | Alfonso de Bustos y Donate                   | 1997-actual titular     |

## Historia de los duques de Huete
- Lope Vázquez de Acuña y Carrillo de Albornoz, i duque de Huete, i conde de Viana, señor de Azañón, de Anguix, de Viana etc.

1. Casó con María de Mendoza, hija de Diego Hurtado de Mendoza, ii señor de Cañete, señor de La Olmeda, de Uña etc. y de Teresa de Guzmán.
2. Casó con Leonor de Aragón. Sin descendientes de este matrimonio.

Del primer matrimonio tuvo amplia descendencia, que heredaron sus señoríos, pero no le sucedieron en el título de duque de Huete, por haber éste renunciado a él a favor de los Reyes Católicos, junto con la ciudad de Huete, que pasó nuevamente a ser de realengo.
- Alfonso de Bustos y Ruiz de Arana (1888-1957), ii duque de Huete, por rehabilitarse a su favor en 1909, xxii conde de Nieva (creado en 1466), gentilhombre grande de España con ejercicio y servidumbre del Rey Alfonso XIII.

1. Casó con María Campero y Cervantes, hija de Nicolás Campero y del Barrio, v marqués de Apartado, iv conde de Alcaraz y de Manuela de Cervantes y Cortázar. Le sucedió su hijo:

- Alfonso de Bustos y Campero († en 1996), iii duque de Huete.

1. Casó con María Jesús Donate y Cangas. Le sucedió su hijo:

- Alfonso de Bustos y Donate, iv duque de Huete.

1. Casó con la Sta. Hernández.

Hijos:
Fernanda ( 11 de marzo de 1985)
Mayte ( 24 de Nov. 1986 )
Alfonso ( 2 de abril de 1991 )
Iñigo ( 14 de agosto de 1993 )
ACTUAL DUQUE DE HUETE